# L'Alguer (Olius)
L'Alguer és una masia del municipi d'Olius inclosa en l'Inventari del Patrimoni Arquitectònic de Catalunya.

## Descripció

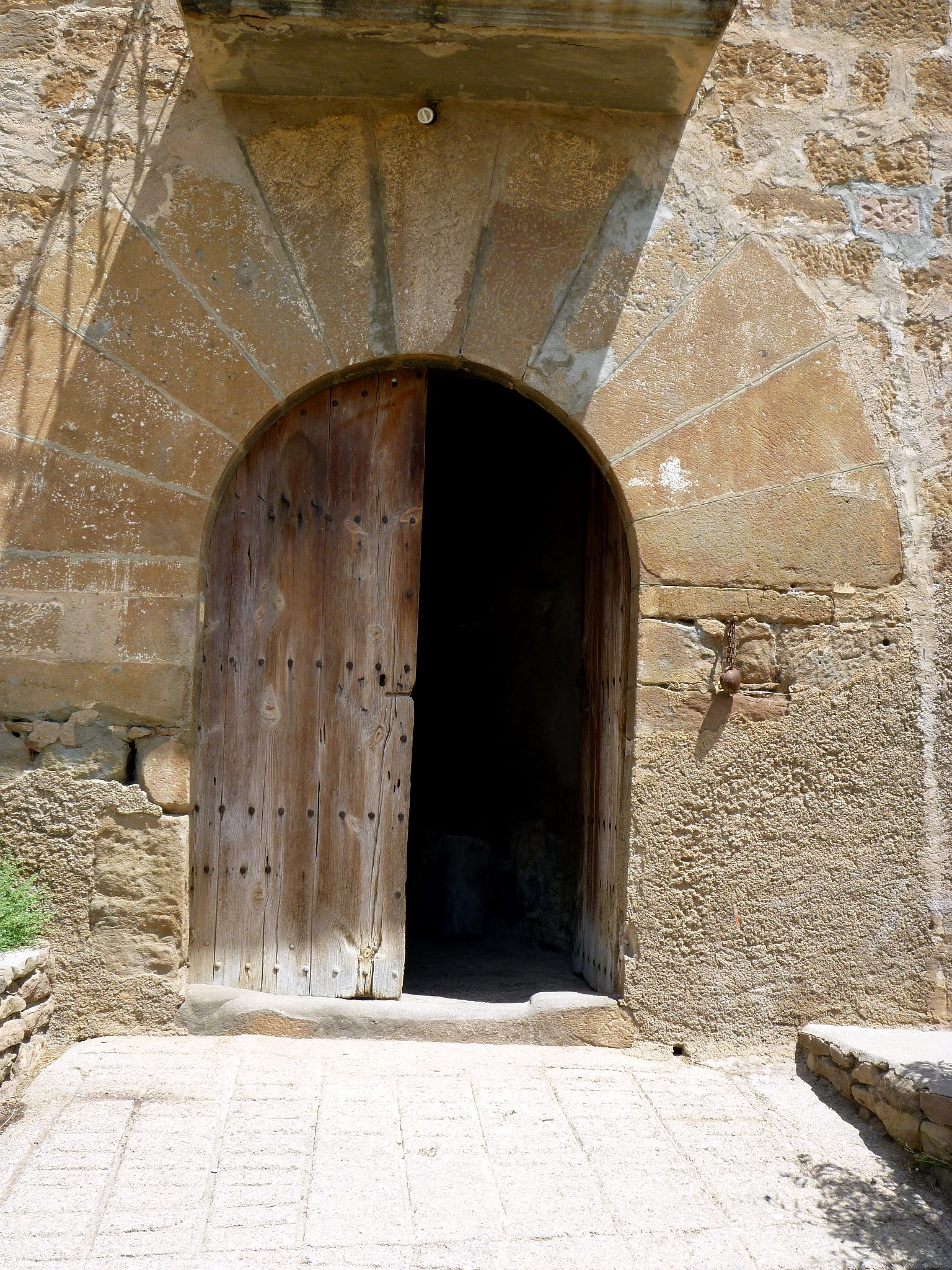
Portal

És una masia de planta rectangular i teulada a dues vessants. Està orientada nord-sud. Té una porta a la façana principal, amb gran arc de mig punt i adovellat. A l'esquerra de la porta principal, n'hi ha una altra amb arc rebaixat adovellat que està tapiada i que donava entrada a les quadres. Té un balcó amb llinda de pedra damunt de la porta i té petites finestres. Té planta baixa, primer pis i golfes. Quasi tota la planta superior és amb sòl de pedra. La planta baixa és de pedra i amb arcades. El parament és de pedres irregulars amb morter. A l'entorn de la casa hi ha diversos coberts i davant una gran era.
Al costat de la casa, dalt d'un petit turó hi ha l'església de Sant Pere del Cerc.

## Història
L'any 1024 es parla del Cerc, on hi havia vinyes; la capella del Cerc pertany des de fa molt temps a la masia de l'Alguer, és molt possible que aquesta masia s'edifiqués en aquestes mateixes terres, on hi havia vinyes, del Cerc. Els orígens de la masia semblen molt antics.